# Fons Jansen (politicus)
Alfons (Fons) Jansen (Meer, 14 juni 1922 - 4 mei 2012) was een Belgisch ondernemer en liberaal politicus voor de lokale partijen KGB en DE.

## Levensloop
Hij groeide op in een gezin met drie kinderen. Hij doorliep zijn secundair onderwijs in de Normaalschool van Mechelen tot zijn 14e levensjaar, daarna ging hij aan de slag in het transportbedrijf van zijn vader.
Na zijn huwelijk in november 1946 startte hij de Hoogstraatse Zelfwasserij op. Een bescheiden wasserij die uitgroeide tot een belangrijke werkgever met honderd werknemers. In 1957 werd het bedrijf omgedoopt tot Wasserij Friswit. Later werd het bedrijf overgenomen door Rentokil-Initial.
In 1970 stapte hij op vraag van Jos Van Aperen in de politiek. Hij was 18 jaar lang schepen van Hoogstraten en na de dood van Van Aperen in 1987, werd hij aangesteld als dienstdoend burgemeester. Bij de gemeenteraadsverkiezingen van 1988 kwam hij met zijn eigen kieslijst op, Democratische Eenheid (DE). Ze behaalde drie zetels, maar de partij belandde in de oppositie. Hij trok zich vervolgens terug uit de politiek.
Naast de politiek was hij jager en voorzitter van voetbalclub Hoogstraten VV. Deze functie oefende hij 21 jaar uit. Hij werd in deze hoedanigheid opgevolgd door Jan Michoel. Zijn zoon Michel werd eveneens politiek actief.